# Liste der Lieder von Wolfgang Niedecken und BAP

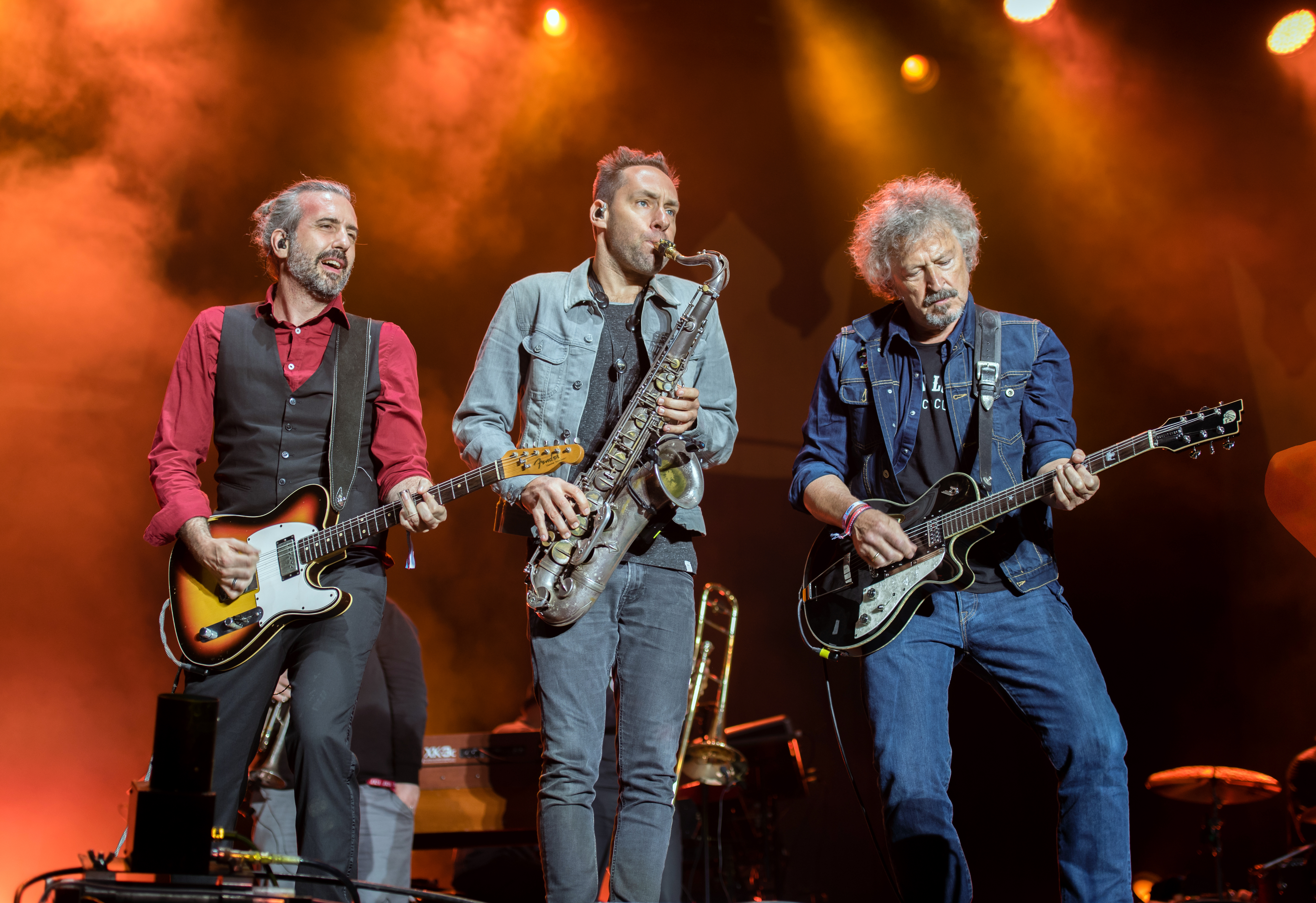
BAP beim Werner-Rennen 2018

Die Liste der Lieder von Wolfgang Niedecken und BAP ist eine Übersicht der Lieder des deutschen Musikers, Malers und Autors Wolfgang Niedecken und der Kölschrockband BAP um Niedecken als Frontmann. 
Die Band trat bis 1982 unter dem Namen Wolfgang Niedecken’s BAP auf, danach bis 2014 als BAP. Nach dem Ausstieg der Bandmitglieder Jürgen Zöller und Helmut Krumminga gab Niedecken im September 2014 bekannt, zukünftig in wechselnden Formationen unter der Bezeichnung Niedeckens BAP aufzutreten.
Ab 1995 hat Wolfgang Niedecken mehrere Soloalben unter eigenem Namen veröffentlicht. Die Lieder auf diesen Alben sind ebenfalls in der Übersicht gelistet.

## Struktur der Übersicht
Die Übersicht nennt
- alle selbst geschriebenen Lieder von Wolfgang Niedecken bzw. BAP (siehe Kategorie: eigener Song)
- alle Coversongs, die Wolfgang Niedecken bzw. BAP aufgenommen hat (siehe Kategorie: Coversong)
- alle Coversongs, die Wolfgang Niedecken bzw. BAP mit eigenem Text versehen hat (siehe Kategorie: Coversong mit eigenem Text) und
- alle Instrumentals von Wolfgang Niedecken bzw. BAP (siehe Kategorie: Instrumental).

Die Lieder und Liedanfänge wurden – sofern in den Einzelnachweisen nicht anders vermerkt – von der Homepage von BAP übernommen.
Gelistet wird die erste Veröffentlichung eines Liedes.

## Übersicht
| Liedtitel                                        | Liedanfang                                                                           | Liedtexter                                                                    | Album                                                | Veröffent-lichungsjahr | B/N                | Kategorie                  | Weitere Informationen                                                                        |
| ------------------------------------------------ | ------------------------------------------------------------------------------------ | ----------------------------------------------------------------------------- | ---------------------------------------------------- | ---------------------- | ------------------ | -------------------------- | -------------------------------------------------------------------------------------------- |
| Aachterbahn                                      | „Dä Pflastermöhler mohlt dich …“                                                     | Wolfgang Niedecken                                                            | Wolfgang Niedecken’s BAP rockt andere kölsche Leeder | 2006                   | BAP                | eigener Song               | auf Bonus-CD der Wiederveröffentlichung                                                      |
| Absolut ziellos                                  | „Klar, die Unschuld ess verloore …“                                                  | Wolfgang Niedecken                                                            | Sonx                                                 | 2004                   | BAP                | eigener Song               |                                                                                              |
| Absurdistan                                      | „Mal im Vertrauen: Was soll der Scheiß? …“                                           | Wolfgang Niedecken                                                            | Lebenslänglich                                       | 2016                   | BAP                | eigener Song               |                                                                                              |
| Ach so!                                          | „Ach so, dat also will dä Konsument! …“                                              | Wolfgang Niedecken                                                            | Arsch huh 2012                                       | 2012                   | BAP                | eigener Song               |                                                                                              |
| Aff un zo                                        | „Aff un zo ess alles herrlich …“                                                     | Wolfgang Niedecken                                                            | Aff un zo                                            | 2001                   | BAP                | eigener Song               |                                                                                              |
| Ahl Männer, aalglatt                             | „Ahl Männer, die Hand enn Hand als Denkmal uss Schmalz …“                            | Wolfgang Niedecken                                                            | Ahl Männer, aalglatt                                 | 1986                   | BAP                | eigener Song               |                                                                                              |
| Ahn 'ner Leitplank                               | „Dä Bloomestruuß wohr jet ze bunt …“                                                 | Wolfgang Niedecken                                                            | Vun drinne noh drusse                                | 1982                   | BAP                | eigener Song               |                                                                                              |
| Ahnunfürsich                                     | „Wer säät dann, dat ich dich noch vermess …“                                         | Wolfgang Niedecken                                                            | Comics & Pin-Ups                                     | 1999                   | BAP                | eigener Song               |                                                                                              |
| Alexandra, nit nur do                            | „’T blieht länger hell jetz, obwohl ’t ess immer noch Februar …“                     | Wolfgang Niedecken                                                            | Zwesche Salzjebäck un Bier                           | 1984                   | BAP                | eigener Song               |                                                                                              |
| All die Aureblecke                               | „Fünf Uhr morjens un en Katz läuf övver‘t Daach …“                                   | Wolfgang Niedecken                                                            | Halv su wild                                         | 2011                   | BAP                | eigener Song               |                                                                                              |
| All I Really Wanna Do                            | „I ain't lookin' to compete with you …“                                              | Bob Dylan                                                                     | Zosamme alt                                          | 2013                   | Wolfgang Niedecken | Coversong                  | Originaltext von Bob Dylan; Song auf der Bonus-CD                                            |
| All the young Dudes                              | „Well, Billy rapped all night about his suicide …“                                   | David Bowie                                                                   | Volles Programm                                      | 2011                   | BAP                | Coversong                  | Originaltext von David Bowie                                                                 |
| Allerletzte Chance                               | „Die Band spillt wie ’nn Hypnose ahnjejazzte Evergreens …“                           | Wolfgang Niedecken                                                            | Comics & Pin-Ups                                     | 1999                   | BAP                | eigener Song               |                                                                                              |
| Alles, wat ich zo jähn wöhr                      | „Ich will mich nit met dir messe …“                                                  | Wolfgang Niedecken                                                            | Zosamme alt                                          | 2013                   | Niedecken          | Coversong mit eigenem Text | Originaltext von Bob Dylan                                                                   |
| Alles em Lot                                     | „All Froore sinn affjehook …“                                                        | Wolfgang Niedecken                                                            | X für ’e U                                           | 1990                   | BAP                | eigener Song               |                                                                                              |
| Alles relativ                                    | „Dämm blonde Jung, dä ich ens woor, behütet un verwönnt …“                           | Wolfgang Niedecken                                                            | Lebenslänglich                                       | 2016                   | BAP                | eigener Song               |                                                                                              |
| Alles zoröck op Ahnfang                          | „Naahx zwesche Frankfurt un Hanau, et räänt …“                                       | Wolfgang Niedecken                                                            | Alles fließt                                         | 2020                   | BAP                | eigener Song               |                                                                                              |
| Almanya                                          | „Uss Anatolien kohm e’, uss Kozan …“                                                 | Wolfgang Niedecken                                                            | Ahl Männer, aalglatt                                 | 1986                   | BAP                | eigener Song               |                                                                                              |
| Alptraum eines Opportunisten                     | „Ich kohm ahn ’ne Buhrehoff un ich wohr unwahrscheinlich mööd …“                     | Wolfgang Niedecken                                                            | Wolfgang Niedecken’s BAP rockt andere kölsche Leeder | 1979                   | BAP                | eigener Song               |                                                                                              |
| Als ob se'n Frau wöhr                            | „Deit et ihr nit leid, wenn einer des Naahx em Rään römmsteht? …“                    | Wolfgang Niedecken                                                            | Leopardefell                                         | 1995                   | Wolfgang Niedecken | Coversong mit eigenem Text | Originaltext von Bob Dylan                                                                   |
| Amelie, ab dofür                                 | „Öm Joddes Wille, wat`ne Stress …“                                                   | Wolfgang Niedecken                                                            | Alles fließt                                         | 2020                   | BAP                | eigener Song               |                                                                                              |
| Amerika                                          | „Su sinn se also uss, die Kääls …“                                                   | Wolfgang Niedecken                                                            | Amerika                                              | 1996                   | BAP                | eigener Song               |                                                                                              |
| Amok                                             | „Er hätt Häng wie ’ne Bagger …“                                                      | Wolfgang Niedecken                                                            | Amerika                                              | 1996                   | BAP                | eigener Song               |                                                                                              |
| Anna                                             | „Du bess janz für mich do …“                                                         | Wolfgang Niedecken                                                            | Affjetaut                                            | 1980                   | BAP                | eigener Song               |                                                                                              |
| Arsch huh, Zäng ussenander                       | „Du määß et Fröhstöcksfernsehn ahn …“                                                | Wolfgang Niedecken                                                            | NiedeckenKoeln                                       | 2004                   | Wolfgang Niedecken | eigener Song               |                                                                                              |
| Asphaltpirate                                    | „Nightliner noh Bremen, platte Walachei …“                                           | Wolfgang Niedecken                                                            | Amerika                                              | 1996                   | BAP                | eigener Song               |                                                                                              |
| Auszeit                                          | „Keine Bleck zoröck, nur dä Moment …“                                                | Wolfgang Niedecken                                                            | Lebenslänglich                                       | 2016                   | BAP                | eigener Song               |                                                                                              |
| Bahnhofskino                                     | „En Naach wie manche, ich lieje wach …“                                              | Wolfgang Niedecken                                                            | Zwesche Salzjebäck un Bier                           | 1984                   | BAP                | eigener Song               |                                                                                              |
| Bein bess ahn de Ääd                             | „Ich sooß em IC „Rembrandt“, Basel – Rotterdam …“                                    | Wolfgang Niedecken                                                            | Maxi-CD Weihnachtsnaach                              | 1996                   | BAP                | eigener Song               |                                                                                              |
| Besser du jehß jetz (So what)                    | „Et hätt lang jenooch jeduhrt …“                                                     | Wolfgang Niedecken                                                            | Alles fließt                                         | 2020                   | BAP                | eigener Song               |                                                                                              |
| Besser wöhr et schon                             | „Et weed enger, dat weiß mer sick Johre …“                                           | Wolfgang Niedecken                                                            | Comics & Pin-Ups                                     | 1999                   | BAP                | eigener Song               |                                                                                              |
| Biko                                             | „September sibbenunsibbzich, Port Elisabeth, Südafrika. Alles leef wie üblich aff …“ | Wolfgang Niedecken (nach dem Original von Peter Gabriel und Horst Königstein) | Da Capo                                              | 2006                   | BAP                | eigener Song               | auf Bonus-CD der Wiederveröffentlichung                                                      |
| Birthday                                         | „You say it's your birthday …“                                                       | John Lennon und Paul McCartney                                                | Volles Programm                                      | 2011                   | BAP                | Coversong                  | Originaltext von John Lennon und Paul McCartney                                              |
| Bläck Fööss-Band                                 | „Et ess zwanzig Johr jenau jetz her …“                                               | Wolfgang Niedecken                                                            | X für ’e U                                           | 2006                   | BAP                | eigener Song               | auf Bonus-CD der Wiederveröffentlichung                                                      |
| Bleifooß                                         | „Sick aach Stund ahm Stüer …“                                                        | Wolfgang Niedecken                                                            | X für ’e U                                           | 1990                   | BAP                | eigener Song               |                                                                                              |
| Blonde Mohikaner                                 | „He un do e’ jrau Hoor …“                                                            | Wolfgang Niedecken                                                            | Pik Sibbe                                            | 1993                   | BAP                | eigener Song               |                                                                                              |
| Blonde Mohikaner (Version 2010)                  | „He un do e'jrau Hoor …“                                                             | Wolfgang Niedecken                                                            | Halv su wild                                         | 2011                   | BAP                | eigener Song               |                                                                                              |
| Bovven huh, om Wachturm                          | „Do muß doch irjendwo 'ne Usswääsch sinn …“                                          | Wolfgang Niedecken                                                            | Jeder's manchmohl einsam                             | 1995                   | Wolfgang Niedecken | Coversong mit eigenem Text | Originaltext von Bob Dylan                                                                   |
| Born to Be Wild                                  | „Get your motor running …“                                                           | Mars Bonfire                                                                  | Da Capo                                              | 2006                   | BAP                | Coversong                  | Originaltext von Mars Bonfire; auf Bonus-CD der Wiederveröffentlichung                       |
| Breef ahn üch zwei                               | „Wie wöhr’t met ’nem Breef …“                                                        | Wolfgang Niedecken                                                            | Ahl Männer, aalglatt                                 | 1986                   | BAP                | eigener Song               |                                                                                              |
| Bunte Trümmer                                    | „Millione Kaffeetasse spääder stehste immer noch dovüür …“                           | Wolfgang Niedecken                                                            | Ahl Männer, aalglatt                                 | 1986                   | BAP                | eigener Song               |                                                                                              |
| Cello                                            | „Jeträmmp, met dem Moped …“                                                          | Udo Lindenberg                                                                | Amerika                                              | 2006                   | BAP                | Coversong mit eigenem Text | auf Bonus-CD der Wiederveröffentlichung                                                      |
| Chauvi Rock (aschermittwochs)                    | „Et wohr ’ne Mettwochmorje, ich hatt Koppping un ich kohm mir ussjekotz vüür …“      | Wolfgang Niedecken                                                            | Single Chauvi Rock                                   | 1983                   | BAP                | eigener Song               |                                                                                              |
| Chelsea Hotel                                    | „Manchmohl denk ich ahn dich un ahn’t Chelsea Hotel …“                               | Wolfgang Niedecken                                                            | Maxi-CD Morje fröh doheim                            | 2008                   | BAP                | Coversong mit eigenem Text | Originaltext von Leonard Cohen                                                               |
| Chippendale Desch                                | „’Ne Hingerhoff, vun wääje „Roaring Twenties“! …“                                    | Wolfgang Niedecken                                                            | Aff un zo                                            | 2001                   | BAP                | eigener Song               |                                                                                              |
| Chlodwigplatz                                    | „Ich sinn mich noch met däm Damenrad un dä Nietebozz …“                              | Wolfgang Niedecken                                                            | Halv su wild                                         | 2011                   | BAP                | eigener Song               |                                                                                              |
| Dä Herrjott meint et joot met mir                | „Schloofende Städte, immer noch hellwach …“                                          | Wolfgang Niedecken                                                            | Lebenslänglich                                       | 2016                   | BAP                | eigener Song               |                                                                                              |
| Dä Joker danz                                    | „Jehs övvert Wasser un verdeils dobei Bruh …“                                        | Wolfgang Niedecken                                                            | Leopardefell                                         | 1995                   | Wolfgang Niedecken | Coversong mit eigenem Text | Originaltext von Bob Dylan                                                                   |
| Dä letzte Winter em letzte Kreech                | „Et wohr dä letzte Winter em letzte Kreech …“                                        | Wolfgang Niedecken                                                            | Radio Pandora                                        | 2008                   | BAP                | eigener Song               |                                                                                              |
| Dä perfekte Daach                                | „ …“                                                                                 | Wolfgang Niedecken                                                            | Halv su wild                                         | 2011                   | BAP                | Coversong mit eigenem Text | Originaltext von Lou Reed; Bonus-Lied von der LP                                             |
| Das große Schu-Bi-Du                             | „Ort der Handlung ess ’ne Waldsee em Tessin …“                                       | Wolfgang Niedecken                                                            | Wolfgang Niedecken’s BAP rockt andere kölsche Leeder | 1979                   | BAP                | eigener Song               |                                                                                              |
| Das kann man ja auch mal so sehen                | „Glaubst du denn, daß die Frau, mit der du zusammen bist …“                          | Udo Lindenberg                                                                | Ahl Männer, aalglatt                                 | 2006                   | BAP                | Coversong                  | auf Bonus-CD der Wiederveröffentlichung                                                      |
| Dat benn ich nit                                 | „Dunn mir doch dä Jefalle: …“                                                        | Wolfgang Niedecken                                                            | Leopardefell                                         | 1995                   | Wolfgang Niedecken | Coversong mit eigenem Text | Originaltext von Bob Dylan                                                                   |
| Dat däät joot                                    | „Och wenn ich off nit met mir einig benn …“                                          | Wolfgang Niedecken                                                            | Da Capo                                              | 1988                   | BAP                | eigener Song               |                                                                                              |
| Dausende vun Liebesleeder                        | „Wat für en Stadt, wat für e‘ Panorama! …“                                           | Wolfgang Niedecken                                                            | Lebenslänglich                                       | 2016                   | BAP                | eigener Song               |                                                                                              |
| Denn mer sinn widder wer                         | „Wo mer hinluhrt, nur noch Deutschland …“                                            | Wolfgang Niedecken                                                            | X für ’e U                                           | 1990                   | BAP                | eigener Song               |                                                                                              |
| Denn sie brauchen keinen Führer                  | „In der U-Bahn kreisen Sprüche und die Sprüche sind nicht neu. …“                    | Udo Lindenberg                                                                | Ahl Männer, aalglatt                                 | 2006                   | BAP                | Coversong                  | auf Bonus-CD der Wiederveröffentlichung                                                      |
| Deshalv spill mer he                             | „Hey, du do un du, wann ess et he su wigg …“                                         | Wolfgang Niedecken                                                            | Zwesche Salzjebäck un Bier                           | 1984                   | BAP                | eigener Song               |                                                                                              |
| Die Ballade vom Vollkasko-Desperado              | „Könn‘n wir mal grad ‘n Foto machen? …“                                              | Wolfgang Niedecken                                                            | Lebenslänglich                                       | 2016                   | BAP                | eigener Song               |                                                                                              |
| Diego Paz wohr nüngzehn                          | „Basil Biggs, dä Leuchtturmwärter, daach: …“                                         | Wolfgang Niedecken                                                            | Radio Pandora                                        | 2008                   | BAP                | eigener Song               |                                                                                              |
| Die Moritat vun Jan un Griet                     | „Vüür mieh als vierhundert Johr …“                                                   | Wolfgang Niedecken                                                            | Aff un zo                                            | 2001                   | BAP                | eigener Song               |                                                                                              |
| Die Welt ess jrausam                             | „Zehn vüür drei, un er setz immer noch do un singe Laptop stiert en ahn …“           | Wolfgang Niedecken                                                            | Sonx                                                 | 2004                   | BAP                | eigener Song               |                                                                                              |
| Dir allein                                       | „Enn däm Aurenbleck, wo plötzlich alles leis ess …“                                  | Wolfgang Niedecken                                                            | Aff un zo                                            | 2001                   | BAP                | eigener Song               |                                                                                              |
| Diss Naach ess alles drinn                       | „Waarewäsche, Moselstrooß, beim ‚Jet’ …“                                             | Wolfgang Niedecken                                                            | Zwesche Salzjebäck un Bier                           | 1984                   | BAP                | eigener Song               |                                                                                              |
| Do jeht ming Frau                                | „Luhr, do jeht se …“                                                                 | Wolfgang Niedecken                                                            | Amerika                                              | 1996                   | BAP                | eigener Song               |                                                                                              |
| Do kanns zaubere                                 | „E’ wieß Blatt Papier, ’ne Bleisteff …“                                              | Wolfgang Niedecken                                                            | Vun drinne noh drusse                                | 1982                   | BAP                | eigener Song               |                                                                                              |
| Domohls                                          | „Obwohl et nur en Stund vun Kölle …“                                                 | Wolfgang Niedecken                                                            | X für ’e U                                           | 1990                   | BAP                | eigener Song               |                                                                                              |
| Drei Engel                                       | „Drei Engel trompete he schon wochelang …“                                           | Wolfgang Niedecken                                                            | Leopardefell                                         | 1995                   | Wolfgang Niedecken | Coversong mit eigenem Text | Originaltext von Bob Dylan                                                                   |
| Dreimohl zehn Johre                              | „Acryl op Leinwand, enn ’nem Kofferraum Bloot …“                                     | Wolfgang Niedecken                                                            | Dreimal zehn Jahre                                   | 2005                   | BAP                | eigener Song               |                                                                                              |
| Drei Wünsch frei                                 | „Wie off petsch ich mich enn der Ärm, wie off pack ich mir ahn der Kopp …“           | Wolfgang Niedecken                                                            | Zwesche Salzjebäck un Bier                           | 1984                   | BAP                | eigener Song               |                                                                                              |
| Du häss dich arrangiert                          | „Danny schlööf maximal bess öm vier. …“                                              | Wolfgang Niedecken                                                            | Alles fließt                                         | 2020                   | BAP                | eigener Song               |                                                                                              |
| Du Jehs Nirjendwo Hin                            | „ …“                                                                                 | Wolfgang Niedecken                                                            | Live & deutlich                                      | 2018                   | BAP                | Coversong mit eigenem Text | Originaltext von Bob Dylan                                                                   |
| Du kapierst et nit                               | „Schon als du noch jung un schön wohrs …“                                            | Wolfgang Niedecken                                                            | Comics & Pin-Ups                                     | 1999                   | BAP                | eigener Song               |                                                                                              |
| Duude Bloome                                     | „Letzte Woch Donnersdaach …“                                                         | Wolfgang Niedecken                                                            | Radio Pandora                                        | 2008                   | BAP                | eigener Song               |                                                                                              |
| Eddie's Radio Show                               | „Et wohr en stinknormale Naach …“                                                    | Wolfgang Niedecken                                                            | Aff un zo                                            | 2001                   | BAP                | eigener Song               |                                                                                              |
| Eez steht he: Manhattan                          | „Dä Urteilsspruch heiß: Haß un Langeweile …“                                         | Wolfgang Niedecken                                                            | Maxi-CD Sie Määt Süchtig                             | 1991                   | BAP                | Coversong mit eigenem Text | Originaltext von Leonard Cohen                                                               |
| Ein für allemohle                                | „Mai ’42 wohr se sibbe, met Sommersprosse ’n blonde Hoor …“                          | Wolfgang Niedecken                                                            | Sonx                                                 | 2004                   | BAP                | eigener Song               |                                                                                              |
| Einfach ussortiert                               | „Ald widder su ’n Naach, ald widder su ’ne Morje …“                                  | Wolfgang Niedecken                                                            | Sonx                                                 | 2004                   | BAP                | eigener Song               |                                                                                              |
| Einmal nur in unserem Leben                      | „Einmal nur in unserm Leben …“                                                       | Herbert Grönemeyer                                                            | Dreimal zehn Jahre                                   | 2005                   | BAP                | Gastbeitrag                | Geburtstagsständchen von Herbert Grönemeyers                                                 |
| Eins für Carmen un en Insel                      | „Nur paar Zikade, ich klimper dozo en Melodie …“                                     | Wolfgang Niedecken                                                            | Vun drinne noh drusse                                | 1982                   | BAP                | eigener Song               |                                                                                              |
| En unserem Veedel                                | „Wie soll dat nur wigger jon …“                                                      | Bläck Fööss                                                                   | Volles Programm                                      | 2011                   | BAP                | Coversong                  | Text von den Bläck Fööss                                                                     |
| Endlich allein                                   | „Du häss mich ens jefrooch, wat ich für’t bessre Lääve heelt …“                      | Wolfgang Niedecken                                                            | Ahl Männer, aalglatt                                 | 1986                   | BAP                | eigener Song               |                                                                                              |
| Endlich ens Rauh                                 | „Wat he affläuf, ess doch alles jar nit wohr …“                                      | Wolfgang Niedecken                                                            | Pik Sibbe                                            | 1993                   | BAP                | eigener Song               |                                                                                              |
| Enn Dreidüüvelsname                              | „Du kenns mich, doch du weiß nit mieh, woher …“                                      | Wolfgang Niedecken                                                            | Halv su wild                                         | 2011                   | BAP                | eigener Song               |                                                                                              |
| Enn 'ner Nach wie der                            | „Enn ’ner Naach wie der, schon e’ paar Daach her …“                                  | Wolfgang Niedecken                                                            | Radio Pandora                                        | 2008                   | BAP                | eigener Song               |                                                                                              |
| Ens em Vertraue                                  | „Oh nä, ich will nit dinge Hofnarr sinn …“                                           | Wolfgang Niedecken                                                            | Für Usszeschnigge!                                   | 1981                   | BAP                | eigener Song               |                                                                                              |
| Et ess lang her                                  | „Ruhsemohndaach, wigg jenooch vun Kölle weg …“                                       | Wolfgang Niedecken                                                            | Lebenslänglich                                       | 2016                   | BAP                | eigener Song               |                                                                                              |
| Et ess vorbei                                    | „Wenn du wach weeß, liej ich ni’ mieh nevven dir …“                                  | Wolfgang Niedecken                                                            | Sonx                                                 | 2004                   | BAP                | eigener Song               |                                                                                              |
| Et ess, wie't ess                                | „Et ess, wie’t ess, do kammer nix maache …“                                          | Wolfgang Niedecken                                                            | Radio Pandora                                        | 2008                   | BAP                | eigener Song               |                                                                                              |
| Et letzte Leed                                   | „Wemmer he fäädisch sinn …“                                                          | Wolfgang Niedecken                                                            | Bess demnähx                                         | 1983                   | BAP                | eigener Song               |                                                                                              |
| Et Levve ess en Autobahn                         | „Mittlerweile weed et drusse hell …“                                                 | Wolfgang Niedecken                                                            | Halv su wild                                         | 2011                   | BAP                | eigener Song               |                                                                                              |
| Et neuste Testament                              | „En Golgatha ess Jubiläum, all sinn do …“                                            | Wolfgang Niedecken                                                            | Wolfgang Niedecken’s BAP rockt andere kölsche Leeder | 1979                   | BAP                | eigener Song               |                                                                                              |
| Ewije Affhängerei                                | „Dä Stau vüür Trier wohr nit enjeplant, klar …“                                      | Wolfgang Niedecken                                                            | Tonfilm                                              | 1999                   | BAP                | eigener Song               |                                                                                              |
| Ex, hopp un weg                                  | „Beim eezte Mohl daach ich: …“                                                       | Wolfgang Niedecken                                                            | … affrocke!!                                         | 1991                   | BAP                | eigener Song               |                                                                                              |
| FC, jeff Jas! (Aufstiegsversion)                 | „En dä ahle Stadt, wo ich herkumm …“                                                 | Wolfgang Niedecken                                                            | Maxi-CD FC, Jeff Jas! (Aufstiegsversion)             | 2000                   | BAP                | eigener Song               |                                                                                              |
| FC, jeff Jas! (Die dritte Version)               | „En dä ahle Stadt, wo ich herkumm …“                                                 | Wolfgang Niedecken                                                            | Maxi-CD FC, Jeff Jas! (Die dritte Version)           | 2003                   | BAP                | eigener Song               |                                                                                              |
| Fette Ratten                                     | „En minger Strooß wonnt ene Typ …“                                                   | Wolfgang Niedecken                                                            | Tonfilm                                              | 2007                   | BAP                | eigener Song               | auf Bonus-CD der Wiederveröffentlichung                                                      |
| Flüchtig                                         | „Ahm 5. 2. ’86 kohm e’ ahn …“                                                        | Wolfgang Niedecken                                                            | Da Capo                                              | 1988                   | BAP                | eigener Song               |                                                                                              |
| Fortsetzung folgt                                | „Hätt sich als kleine Jung jefrooch, wat wohl passiert …“                            | Wolfgang Niedecken                                                            | Da Capo                                              | 1988                   | BAP                | eigener Song               |                                                                                              |
| Frankie un er                                    | „Tja, sing Barthoore weede wieß …“                                                   | Wolfgang Niedecken                                                            | Radio Pandora                                        | 2008                   | BAP                | eigener Song               |                                                                                              |
| Frau, ich freu mich                              | „Dat ess ald widder su en Naach, enn der et wie uss Kanne räänt …“                   | Wolfgang Niedecken                                                            | Für Usszeschnigge!                                   | 1981                   | BAP                | eigener Song               |                                                                                              |
| Freio                                            | „Freio – „He jilt et nit mieh!“ …“                                                   | Wolfgang Niedecken                                                            | X für ’e U                                           | 1990                   | BAP                | eigener Song               |                                                                                              |
| Friedaachohvend, sechs Uhr                       | „Schon widder'n Woch vorbei, schon widder Engk September … “                         | Wolfgang Niedecken                                                            |                                                      |                        | BAP                | eigener Song               |                                                                                              |
| Fröher oder spääder                              | „Oh, nä, dat woss ich nit …“                                                         | Wolfgang Niedecken                                                            | Leopardefell                                         | 1995                   | Wolfgang Niedecken | Coversong mit eigenem Text | Originaltext von Bob Dylan                                                                   |
| Für den Rest meines Lebens                       | „Wie`e Zirkuspääd, dat Säjespän rüsch …“                                             | Wolfgang Niedecken                                                            | Alles fließt                                         | 2020                   | BAP                | eigener Song               |                                                                                              |
| Für immer jung                                   | „Op dat dä Herrjott op dich oppassb un dir jede Wunsch erfüllt …“                    | Wolfgang Niedecken                                                            | Radio Pandora                                        | 2008                   | BAP                | Coversong mit eigenem Text | Originaltext von Bob Dylan                                                                   |
| Für Maria                                        | „Er weiß noch, wie dä Bletz ihn troof, vermutlich och, wodraan dat looch …“          | Wolfgang Niedecken                                                            | Sonx                                                 | 2004                   | BAP                | eigener Song               |                                                                                              |
| Für 'ne Fründ                                    | „Noch wohr’t daachhell …“                                                            | Wolfgang Niedecken                                                            | Wolfgang Niedecken & Complizen – Schlagzeiten        | 1987                   | Wolfgang Niedecken | eigener Song               |                                                                                              |
| Für 'ne Moment                                   | „Enn dä ahle Stadt, wo ’sch herkumm …“                                               | Wolfgang Niedecken                                                            | Comics & Pin-Ups                                     | 1999                   | BAP                | eigener Song               |                                                                                              |
| Fuhl am Strand                                   | „Lieje fuhl ahm Strand röm …“                                                        | Wolfgang Niedecken                                                            | Für Usszeschnigge!                                   | 1981                   | BAP                | eigener Song               |                                                                                              |
| Glaub mir                                        | „ …“                                                                                 |                                                                               | Selig macht Selig                                    | 2020                   | BAP                | eigener Song               |                                                                                              |
| Globus                                           | „Zwesche Täschenlampe, Nylonschnüre, Rum un Corned Beef …“                           | Wolfgang Niedecken                                                            | Ahl Männer, aalglatt                                 | 1986                   | BAP                | eigener Song               |                                                                                              |
| Griefbar noh                                     | „Zojefroore litt dä See …“                                                           | Wolfgang Niedecken                                                            | X für ’e U                                           | 1990                   | BAP                | eigener Song               |                                                                                              |
| Gröön En Platania                                | „Jestern Morje öm vier wood et jröön enn Platania …“                                 | Wolfgang Niedecken                                                            | Wolfgang Niedecken & Complizen – Schlagzeiten        | 1987                   | Wolfgang Niedecken | eigener Song               |                                                                                              |
| Halt mich fest                                   | „Jetz dunn doch nit su, als ob ich dir fremd wöhr …“                                 | Wolfgang Niedecken                                                            | Ahl Männer, aalglatt                                 | 1986                   | BAP                | eigener Song               |                                                                                              |
| Halv su wild                                     | „Ey, wat jeht ab? Saach bloß nit, du hätts resigniert …“                             | Wolfgang Niedecken                                                            | Halv su wild                                         | 2011                   | BAP                | eigener Song               |                                                                                              |
| Häng de Fahn eruss                               | „Jung hän de Fahn eruss se kütt widder heim noh dir …“                               | Wolfgang Niedecken                                                            | Affjetaut                                            | 1980                   | BAP                | eigener Song               |                                                                                              |
| Häzzbloot                                        | „Du kannts die Richtung …“                                                           | Wolfgang Niedecken                                                            | X für ’e U                                           | 2006                   | BAP                | eigener Song               | auf Bonus-CD der Wiederveröffentlichung                                                      |
| Hang On Sloopy                                   | „Sloopy kütt uss Kölle, jenau jesaht uss Raaderthaal …“                              | Wolfgang Niedecken                                                            | Wolfgang Niedecken’s BAP rockt andere kölsche Leeder | 1979                   | BAP                | Coversong mit eigenem Text | Originaltext von Bert Russell und Wes Farrell                                                |
| Happy End                                        | „Et eezte Mohl, dat ich em Kino wohr …“                                              | Wolfgang Niedecken                                                            | X für ’e U                                           | 1990                   | BAP                | eigener Song               |                                                                                              |
| Hauptjewinn                                      | „Mer jläuv lang niemieh ahn die Zahnfee …“                                           | Wolfgang Niedecken                                                            | Alles fließt                                         | 2020                   | BAP                | eigener Song               |                                                                                              |
| Heimweh noh Kölle                                | „Enn Köln ahm Rhing benn ich jeboore …“                                              | Willi Ostermann                                                               | Volles Programm                                      | 2011                   | BAP                | Coversong                  | Originaltext von Willi Ostermann                                                             |
| Helfe kann Dir keiner                            | „Wenn de janz kapott bess …“                                                         | Wolfgang Niedecken                                                            | Affjetaut                                            | 1980                   | BAP                | eigener Song               |                                                                                              |
| Hermann, irjendwann                              | „Luhr ens do, die Fijure ’m Rheinau-Hafen …“                                         | Wolfgang Niedecken                                                            | Sonx                                                 | 2007                   | BAP                | eigener Song               | auf Bonus-CD der Wiederveröffentlichung                                                      |
| Heroes/Helden                                    | „I will be King and you …“                                                           | David Bowie                                                                   | … affrocke!!                                         | 1991                   | BAP                | Coversong                  |                                                                                              |
| Hey hey, My My…                                  | „Hey, Hey, My, My …“                                                                 | Neil Young                                                                    | Tonfilm                                              | 2007                   | BAP                | Coversong                  | auf Bonus-CD der Wiederveröffentlichung                                                      |
| Hoffnungslos hin                                 | „Wieso mohts du mir bloß passiere, wofür weed ich bestroof …“                        | Wolfgang Niedecken                                                            | Pik Sibbe                                            | 1993                   | BAP                | eigener Song               |                                                                                              |
| Hollywood Boulevard                              | „Manch einer dräump e Lääve lang …“                                                  | Wolfgang Niedecken                                                            | Dreimal zehn Jahre                                   | 2005                   | BAP                | Coversong mit eigenem Text | Originaltext von Ray Davies                                                                  |
| Hück ess sing Band en der Stadt                  | „Mer sinn em März, vüür dausend Johr …“                                              | Wolfgang Niedecken                                                            | Comics & Pin-Ups                                     | 1999                   | BAP                | eigener Song               |                                                                                              |
| Hühr zo, Pandora                                 | „Hey Pandora …“                                                                      | Wolfgang Niedecken                                                            | Radio Pandora                                        | 2008                   | BAP                | eigener Song               |                                                                                              |
| Huh die Jläser, huh die Tasse                    | „Mer drinke hück ens op die Joode …“                                                 | Wolfgang Niedecken                                                            | Alles fließt                                         | 2020                   | BAP                | eigener Song               |                                                                                              |
| Hundertmohl                                      | „Wie stonn ich neuerdings vüür dir? …“                                               | Wolfgang Niedecken                                                            | Bess demnähx                                         | 1983                   | BAP                | eigener Song               |                                                                                              |
| Hungry Heart                                     | „Hätt Frau un Kinder …“                                                              | Bruce Springsteen                                                             | Maxi-CD Ahnunfürsich                                 | 1999                   | BAP                | Coversong                  | Originaltext von Bruce Springsteen                                                           |
| Ich danz met dir                                 | „Die Stadt ruht sich uss, enn ’ner Stund weed et hell …“                             | Wolfgang Niedecken                                                            | Wahnsinn – Die Hits von '79 bis '95                  | 1995                   | BAP                | eigener Song               |                                                                                              |
| Ich will dich                                    | „Dä Totengräber höllt deef Luff…“                                                    | Wolfgang Niedecken                                                            | Leopardefell                                         | 1995                   | Wolfgang Niedecken | Coversong mit eigenem Text | Originaltext von Bob Dylan                                                                   |
| Ich wünsch mir, du wöhrs he                      | „Dä Oleander blöht, die Uhr ess ömjestellt …“                                        | Wolfgang Niedecken                                                            | Sonx                                                 | 2004                   | BAP                | eigener Song               |                                                                                              |
| Immerhin                                         | „Immerhin ess dä Himmel schön blau …“                                                | Wolfgang Niedecken                                                            | Halv su wild                                         | 2011                   | BAP                | eigener Song               |                                                                                              |
| Irjenden Rock'n'Roll-Band                        | „Engk Januar, ’ne jraue Nommedaach …“                                                | Wolfgang Niedecken                                                            | Aff un zo                                            | 2001                   | BAP                | eigener Song               |                                                                                              |
| Isis                                             | „I married Isis on the fifth day of May …“                                           | Bob Dylan                                                                     | Sonx                                                 | 2007                   | BAP                | Coversong                  | auf Bonus-CD der Wiederveröffentlichung                                                      |
| Istanbul                                         | „Die jrooße Wies em Hahnwald …“                                                      | Wolfgang Niedecken                                                            | Aff un zo                                            | 2001                   | BAP                | eigener Song               |                                                                                              |
| I'm Going To Miss You                            | „ …“                                                                                 |                                                                               | Reinrassije Strooßekööter – Das Familienalbum        | 2017                   | Wolfgang Niedecken |                            | Song auf der Bonus-CD                                                                        |
| Jebootsdaachspogo                                | „Du bess jetz widder ei’ Johr älder, ei’ Johr schlauer, kleine Mann …“               | Wolfgang Niedecken                                                            | Pänz un Bänds un Rock un Roll                        | 1994                   | BAP                | eigener Song               |                                                                                              |
| Jebootsdaachspogo (Mädels)                       | „Du bess jetz widder ei' Johr älder, ei' Johr schlauer, klein Madam …“               | Wolfgang Niedecken                                                            | Reinrassije Strooßekööter – Das Familienalbum        | 2017                   | Wolfgang Niedecken | eigener Song               |                                                                                              |
| Jed Körnche Sand                                 | „Wenn nur eins noch zällt, die Wohrheit, enn dä Stund der deefste Nuut …“            | Wolfgang Niedecken                                                            | Radio Pandora                                        | 2008                   | BAP                | Coversong mit eigenem Text | Originaltext von Bob Dylan                                                                   |
| Jedanke em Treibsand                             | „Jedanke em Treibsand, all Nerve liejen blank …“                                     | Wolfgang Niedecken                                                            | Sonx                                                 | 2004                   | BAP                | eigener Song               |                                                                                              |
| Jede Draum jedräump                              | „Er kohm em Ohvendleech met leichtem Handjepäck …“                                   | Wolfgang Niedecken                                                            | Tonfilm                                              | 1999                   | BAP                | eigener Song               |                                                                                              |
| Jedenfalls vermess                               | „Schön, dat ihr do sitt …“                                                           | Wolfgang Niedecken                                                            | Sonx                                                 | 2004                   | BAP                | eigener Song               |                                                                                              |
| Jeders manchmohl einsam, nit nur du              | „ …“                                                                                 | Wolfgang Niedecken                                                            | Leopardefell                                         | 1995                   | Wolfgang Niedecken | Coversong mit eigenem Text | Originaltext von Bob Dylan                                                                   |
| Jeisterfahrer                                    | „Ungerwähß em Land der Denker, naahx om Boulevard …“                                 | Wolfgang Niedecken                                                            | Alles fließt                                         | 2020                   | BAP                | eigener Song               |                                                                                              |
| Jelenowski                                       | „Immer seldener, höchstens noch …“                                                   | Wolfgang Niedecken                                                            | Pik Sibbe                                            | 1993                   | BAP                | eigener Song               |                                                                                              |
| Jenau jesaat: Op Odyssee                         | „Op dä Strooß sick vier Johrzehnte …“                                                | Wolfgang Niedecken                                                            | Alles fließt                                         | 2020                   | BAP                | eigener Song               |                                                                                              |
| Jipsmann                                         | „Räänboorebunt, makellos schön …“                                                    | Wolfgang Niedecken                                                            | Pik Sibbe                                            | 1993                   | BAP                | eigener Song               |                                                                                              |
| Jojo                                             | „Ich weiß ni’ mieh, wo, nur noch, wie se do jing …“                                  | Wolfgang Niedecken                                                            | Zwesche Salzjebäck un Bier                           | 1984                   | BAP                | eigener Song               |                                                                                              |
| Josephine, sechs Uhr                             | „Joot, ich hann ’ne Job, ich will mich nit beklaare …“                               | Wolfgang Niedecken                                                            | Comics & Pin-Ups                                     | 1999                   | BAP                | eigener Song               |                                                                                              |
| Jraaduss                                         | „Manchmohl setz ich he röm un ich frooch mich, woröm …“                              | Wolfgang Niedecken                                                            | Für Usszeschnigge!                                   | 1981                   | BAP                | eigener Song               |                                                                                              |
| Jupp                                             | „Ahn der Vringspooz triffste ’n …“                                                   | Wolfgang Niedecken                                                            | Für Usszeschnigge!                                   | 1981                   | BAP                | eigener Song               |                                                                                              |
| Karl-Heinz                                       | „Medden enn der Eifel, bei Stadtkyll …“                                              | Wolfgang Niedecken                                                            | Halv su wild                                         | 2011                   | BAP                | eigener Song               |                                                                                              |
| Karl-Heinz Buhr (Rocky Racoon)                   | „Medden enn der Eifel, zwesche Blankenheim un Kall …“                                | Wolfgang Niedecken                                                            |                                                      | 2010                   | BAP                | Coversong mit eigenem Text | Originaltext von den Beatles; Live gespielt auf der "Niedecken & Co"-Tour 2010               |
| Kaspar                                           | „Wohere kohm woss keiner jenau, dä verlodderte Jung …“                               | Wolfgang Niedecken                                                            | Sonx                                                 | 2007                   | BAP                | Coversong mit eigenem Text | Originaltext von Reinhard Mey; auf Bonus-CD der Wiederveröffentlichung                       |
| Kasparstrooß                                     | „Ich kumme uss der Kasparstrooß, die ess nit enn Athen …“                            | Wolfgang Niedecken                                                            |                                                      |                        | BAP                | eigener Song               |                                                                                              |
| Keine Droppe mieh                                | „Supermann ess hellwach, ess jetz ald die dritte Naach …“                            | Wolfgang Niedecken                                                            | Halv su wild                                         | 2011                   | BAP                | eigener Song               |                                                                                              |
| Kilometerweit entfernt                           | „Wenn du dich sinn künnts …“                                                         | Wolfgang Niedecken                                                            | Aff un zo                                            | 2001                   | BAP                | eigener Song               |                                                                                              |
| Knockin' on Heavens's Door                       | „Mama, take this badge off of me …“                                                  | Bob Dylan                                                                     |                                                      |                        | BAP                | Coversong                  | Originaltext von Bob Dylan                                                                   |
| Komisch (Simple Twist Of Fate)                   | „Se sooße sproochlos römm em Park …“                                                 | Wolfgang Niedecken                                                            | Ich will Dich                                        | 1995                   | BAP                | Coversong mit eigenem Text | Originaltext von Bob Dylan                                                                   |
| Koot vüür aach                                   | „Koot vüür aach ess et, jlisch ess et widder suwigg …“                               | Wolfgang Niedecken                                                            | Vun drinne noh drusse                                | 1982                   | BAP                | eigener Song               |                                                                                              |
| Kristallnaach                                    | „Et kütt vüür, dat ich mein, dat jet klirrt …“                                       | Wolfgang Niedecken                                                            | Vun drinne noh drusse                                | 1982                   | BAP                | eigener Song               |                                                                                              |
| Kron oder Turban                                 | „Stemmp schon, die Enschlääsch kumme nöher …“                                        | Wolfgang Niedecken                                                            | Radio Pandora                                        | 2008                   | BAP                | eigener Song               |                                                                                              |
| Kumm op ming Sick                                | „Kumm op ming Sick, maach de Bein brick – uss Spaß …“                                | Wolfgang Niedecken                                                            | Affjetaut                                            | 1980                   | BAP                | eigener Song               |                                                                                              |
| Land en Sicht                                    | „Die Sejel huh, die Anker loss, mer looche joot em Wind …“                           | Wolfgang Niedecken                                                            | X für ’e U                                           | 1990                   | BAP                | eigener Song               |                                                                                              |
| Landplooch                                       | „Enn däm Moment, wo du uss heitrem Himmel enn der Düür stunds …“                     | Wolfgang Niedecken                                                            | Wolfgang Niedecken & Complizen – Schlagzeiten        | 1987                   | Wolfgang Niedecken | eigener Song               |                                                                                              |
| Lass se doch reden                               | „Lass se doch reden …“                                                               | Wolfgang Niedecken                                                            | Wahnsinn – Die Hits von '79 bis '95                  | 1995                   | BAP                | eigener Song               |                                                                                              |
| Leechterkette                                    | „John Lennon-Button ahm karierte Hemp …“                                             | Wolfgang Niedecken                                                            | Wolfgang Niedecken & Complizen – Schlagzeiten        | 1987                   | Wolfgang Niedecken | eigener Song               |                                                                                              |
| Lena                                             | „Heiß, gnadenlos heiß …“                                                             | Wolfgang Niedecken                                                            | Comics & Pin-Ups                                     | 1999                   | BAP                | eigener Song               |                                                                                              |
| Leopardefellhoot                                 | „Wat muss ich sinn? …“                                                               | Wolfgang Niedecken                                                            | Leopardefell                                         | 1995                   | Wolfgang Niedecken | Coversong mit eigenem Text | Originaltext von Bob Dylan                                                                   |
| Let's Spend The Night Together                   | „My, my, my, my …“                                                                   | Mick Jagger und Keith Richards                                                | Övverall                                             | 2002                   | BAP                | Coversong                  | Originaltext von Mick Jagger und Keith Richards                                              |
| Liebe ess                                        | „Du luhrs mich ahn un ich jonn met …“                                                | Wolfgang Niedecken                                                            | Sing meinen Song Vol. 3                              | 2016                   | Wolfgang Niedecken | Coversong mit eigenem Text | Originaltext von Nena                                                                        |
| Liebesleed                                       | „Dich, Katharina, nenn ich Kapstadt …“                                               | Wolfgang Niedecken                                                            | Wolfgang Niedecken’s BAP rockt andere kölsche Leeder | 1979                   | BAP                | eigener Song               |                                                                                              |
| Like A Rolling Stone                             | „Once upon a time you dressed so fine …“                                             | Bob Dylan                                                                     | Ahl Männer, aalglatt                                 | 2006                   | BAP                | Coversong                  | Originaltext von Bob Dylan; auf Bonus-CD der Wiederveröffentlichung                          |
| Lisa                                             | „Efeu klimmp ahn Backsteinmuhre …“                                                   | Wolfgang Niedecken                                                            | Ahl Männer, aalglatt                                 | 1986                   | BAP                | eigener Song               |                                                                                              |
| Love At First Sight                              | „Thought that I was going crazy …“                                                   | Kylie Minogue                                                                 | Zosamme alt                                          | 2013                   | Wolfgang Niedecken | Coversong                  | Originaltext von Kylie Minogue; Song der Bonus-CD                                            |
| Luckiest Man In The Western World                | „Brain like a butterfly, heart like a wheel …“                                       | J. Dawson                                                                     | … affrocke!!                                         | 1991                   | BAP                | Coversong                  | Originaltext von Julian Dawson                                                               |
| Maat et joot                                     | „He, ihr Spenner met däm Hanomag …“                                                  | Wolfgang Niedecken                                                            | Wolfgang Niedecken & Complizen – Schlagzeiten        | 1987                   | Wolfgang Niedecken | eigener Song               |                                                                                              |
| Magdalena (weil Maria hatt ich schon)            | „Sechs Uhr morjens, Taghazoute litt hinger mir, …“                                   | Wolfgang Niedecken                                                            | Radio Pandora                                        | 2008                   | Wolfgang Niedecken | eigener Song               |                                                                                              |
| Mau-Mau                                          | „Et jitt e’ Spill, dat, jläuv ich, jeder kennt …“                                    | Wolfgang Niedecken                                                            | Aff un zo                                            | 2001                   | BAP                | eigener Song               |                                                                                              |
| Mayday!                                          | „Verkabelt, Satelliteschüssel om Daach …“                                            | Wolfgang Niedecken                                                            | Tonfilm                                              | 1999                   | BAP                | eigener Song               |                                                                                              |
| Mer stonn op Berlin                              | „ …“                                                                                 | Annette Humpe                                                                 | Heimatklänge – Zehn Jahre „Arsch Huh“                | 2007                   | BAP                | Coversong                  | Originaltext von Annette Humpe                                                               |
| Meisterstöck                                     | „Oh, Mann, em ahle Rom stonn övverall Ruine …“                                       | Wolfgang Niedecken                                                            | Leopardefell                                         | 1995                   | Wolfgang Niedecken | Coversong mit eigenem Text | Originaltext von Bob Dylan                                                                   |
| Met Wolke schwaade                               | „Op dä Südbröck stonn ich off Stunde, immer widder …“                                | Wolfgang Niedecken                                                            | Pik Sibbe                                            | 1993                   | BAP                | eigener Song               |                                                                                              |
| Michas Intermezzo                                | –                                                                                    | –                                                                             | Das Märchen vom gezogenen Stecker                    | 2014                   | BAP                | Instrumental               |                                                                                              |
| Miehstens unzertrennlich                         | „Miehstens unzertrennlich …“                                                         | Wolfgang Niedecken                                                            | Lebenslänglich                                       | 2016                   | BAP                | eigener Song               |                                                                                              |
| Millione Meile (A Million Miles Away)            | „Die Hotelbar he ess voll Vertreter, …“                                              | Wolfgang Niedecken                                                            | Live und in Farbe                                    | 2009                   | BAP                | Coversong mit eigenem Text | Originaltext von Rory Gallagher                                                              |
| Miss Samantha's Exclusiv-Discount-Jeschenkboutik | „Om eezte Stöck der Vringsstrooß, zwesche Kirch un Clodwigplatz …“                   | Wolfgang Niedecken                                                            | Comics & Pin-Ups                                     | 1999                   | BAP                | eigener Song               |                                                                                              |
| Mittlerweile Josephine                           | „Jraad noch als Prinzessin …“                                                        | Wolfgang Niedecken                                                            | Alles fließt                                         | 2020                   | BAP                | eigener Song               |                                                                                              |
| Morje fröh doheim                                | „Augsburg – Osnabrück …“                                                             | Wolfgang Niedecken                                                            | Radio Pandora                                        | 2008                   | BAP                | eigener Song               |                                                                                              |
| Musik, die nit stührt                            | „Me’m Radiowecker fing et ahn …“                                                     | Wolfgang Niedecken                                                            | Radio Pandora                                        | 2008                   | BAP                | eigener Song               |                                                                                              |
| Müngersdorfer Stadion                            | „Jetz käu ich sigg hüg morge an de Käues eröm …“                                     | Arno Steffen                                                                  | Heimatklänge – Zehn Jahre „Arsch Huh“                | 2007                   | BAP                | Coversong                  | Originaltext von Arno Steffen                                                                |
| Müsli Män                                        | „Ich stund friedlich enn der Frittenbuud …“                                          | Wolfgang Niedecken                                                            | Für Usszeschnigge!                                   | 1981                   | BAP                | eigener Song               |                                                                                              |
| Müsli-Män (Schrank-Version)                      | „Ich stund friedlich en der Frittenbuud …“                                           | Wolfgang Niedecken                                                            | Tonfilm                                              | 1999                   | BAP                | eigener Song               |                                                                                              |
| Müssjöh, Kathedrale?                             | „Vun dä Litfaßsäul raff luhrt e’ zo: …“                                              | Wolfgang Niedecken                                                            | X für ’e U                                           | 2006                   | BAP                | eigener Song               | auf Bonus-CD der Wiederveröffentlichung                                                      |
| My Personal Song                                 | „Ich bruch kein Medizin …“                                                           | Wolfgang Niedecken                                                            | Sing meinen Song Vol. 3                              | 2016                   | Wolfgang Niedecken | Coversong mit eigenem Text | Originaltext von The BossHoss                                                                |
| Naachtijall                                      | „Dä ein rennt em Hawaiihemp röm …“                                                   | Wolfgang Niedecken                                                            | Pik Sibbe                                            | 1993                   | BAP                | eigener Song               |                                                                                              |
| Nackt im Wind                                    | „Nur ein paar Breitengrade tiefer …“                                                 | Wolfgang Niedecken                                                            | Zwesche Salzjebäck un Bier                           | 2006                   | BAP                | eigener Song               | auf Bonus-CD der Wiederveröffentlichung                                                      |
| Nähxte Stadt                                     | „Saat, meint ihr nit, et wöhr ald ziemlich spät? …“                                  | Wolfgang Niedecken                                                            | Dreimal zehn Jahre                                   | 2005                   | BAP                | eigener Song               |                                                                                              |
| Ne schöne Jrooß (1980)                           | „Ahn su 'em Daach …“                                                                 | Wolfgang Niedecken                                                            | Affjetaut                                            | 1980                   | BAP                | eigener Song               |                                                                                              |
| Ne schöne Jrooß (1999)                           | „Ahn su 'em Daach, wo minge Kühlschrank jejähnt hätt …“                              | Wolfgang Niedecken                                                            | Tonfilm                                              | 1999                   | BAP                | eigener Song               |                                                                                              |
| Nemm mich met                                    | „Sick paar Daach renn ich nur noch röm …“                                            | Wolfgang Niedecken                                                            | Bess demnähx                                         | 1983                   | BAP                | eigener Song               |                                                                                              |
| Neppes, Ihrefeld und Kreuzberg                   | „Ihr kohmt uss Ankara un hatt jedaach, he wöhr et wunderbar …“                       | Wolfgang Niedecken                                                            | Wolfgang Niedecken’s BAP rockt andere kölsche Leeder | 1979                   | BAP                | eigener Song               |                                                                                              |
| Neuleed                                          | „Letz bei ’nem Auftritt wood mer Foljendes kloor: …“                                 | Wolfgang Niedecken                                                            | Wolfgang Niedecken & Complizen – Schlagzeiten        | 1987                   | Wolfgang Niedecken | eigener Song               | auf Bonus-CD der Wiederveröffentlichung                                                      |
| Nie met Aljebra                                  | „Nohdäm ding Nabelschnur jekapp wohr em sechste Johr nohm Kreech …“                  | Wolfgang Niedecken                                                            | Wolfgang Niedecken & Complizen – Schlagzeiten        | 1987                   | Wolfgang Niedecken | eigener Song               |                                                                                              |
| Nie zo spät                                      | „Övver Wiese, övver Felder …“                                                        | Wolfgang Niedecken                                                            | Comics & Pin-Ups                                     | 1999                   | BAP                | eigener Song               |                                                                                              |
| Niemohls                                         | „Manchmohl, wenn et Ohvend weed …“                                                   | Wolfgang Niedecken                                                            | Halv su wild                                         | 2011                   | BAP                | eigener Song               |                                                                                              |
| Niemohls verstonn                                | „Er wonnt ahm Stadtrand, vier Zemmer, Bad, Balkon …“                                 | Wolfgang Niedecken                                                            | Amerika                                              | 1996                   | BAP                | eigener Song               |                                                                                              |
| Nit für Kooche                                   | „Ich will fott sinn, wenn weißwer op „aufjeklärt“ määt …“                            | Wolfgang Niedecken                                                            | Vun drinne noh drusse                                | 1982                   | BAP                | eigener Song               |                                                                                              |
| Nix andres em Kopp                               | „Ich kenn' en Frau bei mir em Block …“                                               | Wolfgang Niedecken                                                            | Leopardefell                                         | 1995                   | Wolfgang Niedecken | Coversong mit eigenem Text | Originaltext von Bob Dylan                                                                   |
| Nix wie bessher                                  | „Die Toreinfahrt vum Schuster …“                                                     | Wolfgang Niedecken                                                            | Amerika                                              | 1996                   | BAP                | eigener Song               |                                                                                              |
| Nöher zo mir                                     | „Vill zo vill Jedanke, Schädel explodiert …“                                         | Wolfgang Niedecken                                                            | Pik Sibbe                                            | 1993                   | BAP                | eigener Song               |                                                                                              |
| Noh all dänne Johre                              | „Dunkeljraue Himmel, met dä Strömung e‘ wieß Scheff …“                               | Wolfgang Niedecken                                                            | Halv su wild                                         | 2011                   | BAP                | eigener Song               |                                                                                              |
| Noh Gulu                                         | „Die, die Jlöck hann, jonn enn Flip-Flops …“                                         | Wolfgang Niedecken                                                            | Radio Pandora                                        | 2008                   | BAP                | eigener Song               |                                                                                              |
| Noh Zahle mohle                                  | „Saach, Angelika, darf ich jet froore? …“                                            | Wolfgang Niedecken                                                            | Aff un zo                                            | 2001                   | BAP                | eigener Song               |                                                                                              |
| Novembermorje                                    | „Samp un Chinaseid dräät e’, zeich sing Facette …“                                   | Wolfgang Niedecken                                                            | Amerika                                              | 1996                   | BAP                | eigener Song               |                                                                                              |
| Nürburgring                                      | „Dä Herrjott säht zo Abraham: "Opfer mir ne Sonn!"“                                  | Wolfgang Niedecken                                                            | Leopardefell                                         | 1995                   | Wolfgang Niedecken | Coversong mit eigenem Text | Originaltext von Bob Dylan                                                                   |
| Om naasse Asphalt                                | „Jääjenövver em "Playmate" …“                                                        | Wolfgang Niedecken                                                            | Pik Sibbe                                            | 1993                   | BAP                | eigener Song               |                                                                                              |
| Op dä Deckel vum Clown                           | „Ming Make-up ess drüsch, langsam blättert et aff …“                                 | Wolfgang Niedecken                                                            | Da Capo                                              | 1988                   | BAP                | Coversong mit eigenem Text | Originaltext von Ray Davies                                                                  |
| Övverall nur Pänz                                | „Dä Micha spillt mem Claudia, et Sarah spillt mem Pierre …“                          | Wolfgang Niedecken                                                            |                                                      |                        | BAP                | eigener Song               |                                                                                              |
| Paar Daach fröher                                | „Die Schwalve sinn widder op heim ahn ahm Fleeje …“                                  | Wolfgang Niedecken                                                            | Pik Sibbe                                            | 1993                   | BAP                | eigener Song               |                                                                                              |
| Pardong                                          | „Entschuldijen Se, dat ich jetz singe he …“                                          | Wolfgang Niedecken                                                            | Affjetaut                                            | 1980                   | BAP                | eigener Song               |                                                                                              |
| Phantasialand                                    | „Letz wohr ich em Phantasialand …“                                                   | Wolfgang Niedecken                                                            |                                                      |                        | BAP                | eigener Song               |                                                                                              |
| Prädestiniert                                    | „Julimorje, ’n koote Naach nur …“                                                    | Wolfgang Niedecken                                                            | Radio Pandora                                        | 2008                   | BAP                | eigener Song               |                                                                                              |
| Psycho-Rodeo                                     | „Wo simmer he? Wa’ ‘ss dat? He wohr mer jo noch nie …“                               | Wolfgang Niedecken                                                            | Comics & Pin-Ups                                     | 1999                   | BAP                | eigener Song               |                                                                                              |
| Queen vun dä Ihrestrooss                         | „Wenn ich dich met dä Type sinn …“                                                   | Wolfgang Niedecken                                                            | Pik Sibbe                                            | 1993                   | BAP                | eigener Song               |                                                                                              |
| Quinn, dä Eskimo                                 | „Jetz ess 'e he …“                                                                   | Wolfgang Niedecken                                                            | Leopardefell                                         | 1995                   | Wolfgang Niedecken | Coversong mit eigenem Text | Originaltext von Bob Dylan                                                                   |
| Rään                                             | „Wenn et räänt, dann blieven se doheim, …“                                           | Wolfgang Niedecken                                                            |                                                      |                        | BAP                | Wolfgang Niedecken         |                                                                                              |
| Rääts un links vum Bahndamm                      | „Rääts un links vum Bahndamm wähß Jestrüpp un Jinster blöht …“                       | Wolfgang Niedecken                                                            | Da Capo                                              | 1988                   | BAP                | eigener Song               |                                                                                              |
| Redemption Song                                  | „Old pirates, yes, they rob I …“                                                     | Bob Marley                                                                    | Volles Programm                                      | 2011                   | BAP                | Coversong                  | Originaltext von Bob Marley                                                                  |
| Reinrassije Strooßekööter                        | „Dä Pappkarton, bovve em Rejal, sick Johre unberührt, verstöbb …“                    | Wolfgang Niedecken                                                            | Reinrassije Strooßekööter – Das Familienalbum        | 2017                   | Wolfgang Niedecken | eigener Song               | Von Wolfgang                                                                                 |
| Rhanis Solo                                      | –                                                                                    | –                                                                             | Das Märchen vom gezogenen Stecker                    | 2014                   | BAP                | Instrumental               |                                                                                              |
| Rita, mir zwei                                   | „Rita, dat ess schon en Ewigkeit her …“                                              | Wolfgang Niedecken                                                            | Tonfilm                                              | 1999                   | BAP                | eigener Song               |                                                                                              |
| Rockin' All Over The World                       | „Opjepass, opjepass et jeht loss …“                                                  | Wolfgang Niedecken                                                            | Da Capo                                              | 2006                   | BAP                | Coversong mit eigenem Text | Originaltext von Jon Fogerty; auf Bonus-CD der Wiederveröffentlichung                        |
| Rock'n' Roll Star                                | „Wat willste weede, Jung, ne Rock'n'Roll-Star? …“                                    | Wolfgang Niedecken                                                            | Tonfilm                                              | 1999                   | BAP                | Coversong mit eigenem Text | Originaltext von Roger McGuinn und Chris Hillman                                             |
| Rövver noh Tanger                                | „Bess Barcelona hätt et eij’ntlich nur jeräänt …“                                    | Wolfgang Niedecken                                                            | Sonx                                                 | 2004                   | BAP                | eigener Song               |                                                                                              |
| Ruhe vor'm Sturm                                 | „Benn ich nur ahm Dräume. oder ess dat wirklich wohr …“                              | Wolfgang Niedecken                                                            | Alles fließt                                         | 2020                   | BAP                | eigener Song               |                                                                                              |
| Ruut-wieß-blau querjestriefte Frau               | „Vüür paar Woche, nit lang her …“                                                    | Wolfgang Niedecken                                                            | Affjetaut                                            | 1980                   | BAP                | eigener Song               |                                                                                              |
| Saach, wat ess bloß passiert?                    | „Jevv dir kein Möh, du bess längs durchschaut …“                                     | Wolfgang Niedecken                                                            | Amerika                                              | 1996                   | BAP                | eigener Song               |                                                                                              |
| Saison der Container                             | „Uss ‘äm Blaumann russ, Trainingsahnzoch ahn …“                                      | Wolfgang Niedecken                                                            | Da Capo                                              | 1988                   | BAP                | eigener Song               |                                                                                              |
| Sandino                                          | „Koot vüür Massaya steht links ’ne Birch röm …“                                      | Wolfgang Niedecken                                                            | Da Capo                                              | 1988                   | BAP                | eigener Song               |                                                                                              |
| Sankt Florian                                    | „So wie Motten zum Licht und der Fluss zum Meer …“                                   | Wolfgang Niedecken                                                            | Lebenslänglich                                       | 2016                   | BAP                | eigener Song               |                                                                                              |
| Sara                                             | „Ich looch op 'ner Dühn …“                                                           | Wolfgang Niedecken                                                            | Leopardefell                                         | 1995                   | Wolfgang Niedecken | Coversong mit eigenem Text | Originaltext von Bob Dylan                                                                   |
| Schloof Jung, schloof joot                       | „Schloof, Jung, schloof joot …“                                                      | Wolfgang Niedecken                                                            | Zwesche Salzjebäck un Bier                           | 1984                   | BAP                | eigener Song               |                                                                                              |
| Schluss, Aus, Okay!                              | „Hey, die Bröh do ’ss nit dä Hudson …“                                               | Wolfgang Niedecken                                                            | Maxi-CD Schluss, Aus, Okay!                          | 2002                   | BAP                | eigener Song               |                                                                                              |
| Schrääsch hinger mir                             | „En Samsdaachnaach, September wohr ‘t …“                                             | Wolfgang Niedecken                                                            | Lebenslänglich                                       | 2016                   | BAP                | eigener Song               |                                                                                              |
| Schritt für Schritt                              | „Dä Fernseher läuf noch, drusse meldt sich die Sonn …“                               | Wolfgang Niedecken                                                            | Lebenslänglich                                       | 2016                   | BAP                | eigener Song               |                                                                                              |
| Sendeschluss                                     | „Samsdaachohvend, „Ohnsorg“ läuf …“                                                  | Wolfgang Niedecken                                                            | Zwesche Salzjebäck un Bier                           | 1984                   | BAP                | eigener Song               |                                                                                              |
| Señor                                            | „Señor, Señor, hatt ihr ’n Ahnung, wo mer hinjonn …“                                 | Wolfgang Niedecken                                                            | Radio Pandora                                        | 2008                   | BAP                | Coversong mit eigenem Text | Originaltext von Bob Dylan                                                                   |
| Shanghai                                         | „Luhrs övver ming Schulder, su kütt et mir vüür …“                                   | Wolfgang Niedecken                                                            | Da Capo                                              | 1988                   | BAP                | eigener Song               |                                                                                              |
| Shoeshine                                        | „Dä Park vüürm Grand Hotel wirk wie verwunsche …“                                    | Wolfgang Niedecken                                                            | Aff un zo                                            | 2001                   | BAP                | eigener Song               |                                                                                              |
| Sibbe Daach                                      | „Sibbe Daach …“                                                                      | Wolfgang Niedecken                                                            | Leopardefell                                         | 1995                   | Wolfgang Niedecken | Coversong mit eigenem Text | Originaltext von Bob Dylan                                                                   |
| Sibbe Johr                                       | „Hück sinn se widder do …“                                                           | Wolfgang Niedecken                                                            |                                                      |                        | BAP                | eigener Song               |                                                                                              |
| Sibbzehn Froore                                  | „Papa, wat määt die Frau do? …“                                                      | Wolfgang Niedecken                                                            | X für ’e U                                           | 1990                   | BAP                | eigener Song               |                                                                                              |
| Sie määt süchtig                                 | „Du hatts dir su fess vüürjenomme …“                                                 | Wolfgang Niedecken                                                            | X für ’e U                                           | 1990                   | BAP                | eigener Song               |                                                                                              |
| Silver un Jold                                   | „Hans-Peter Eckermann wood jeboore enn Bonn …“                                       | Wolfgang Niedecken                                                            | Amerika                                              | 1996                   | BAP                | eigener Song               |                                                                                              |
| Sinnflut                                         | „Letzte Naach hann ich jedräump, ich wöhr dä Noah un …“                              | Wolfgang Niedecken                                                            | Wolfgang Niedecken’s BAP rockt andere kölsche Leeder | 1979                   | BAP                | eigener Song               |                                                                                              |
| Songs sinn Dräume                                | „Jeder kennt die Phase, enn dänne mer sich frööch …“                                 | Wolfgang Niedecken                                                            | Radio Pandora                                        | 2008                   | BAP                | eigener Song               |                                                                                              |
| Souvenirs                                        | „E’ Polaroid uss Rom: …“                                                             | Wolfgang Niedecken                                                            | Aff un zo                                            | 2001                   | BAP                | eigener Song               |                                                                                              |
| Stadt im Niemandsland                            | „Die Parkbänk sinn zem Övverwintre enjelajert …“                                     | Wolfgang Niedecken                                                            | Da Capo                                              | 1988                   | BAP                | eigener Song               |                                                                                              |
| Stell dir vüür                                   | „Stell dir vüür, du wöhrs em Wald un hätts en Axt bei …“                             | Wolfgang Niedecken                                                            | Wolfgang Niedecken’s BAP rockt andere kölsche Leeder | 1979                   | BAP                | eigener Song               |                                                                                              |
| Stellt üch vüür                                  | „Stellt üch vüür, 't jööv keine Himmel …“                                            | Wolfgang Niedecken                                                            | Da Capo                                              | 2006                   | BAP                | Coversong mit eigenem Text | Originalsong von John Lennon; auf Bonus-CD der Wiederveröffentlichung                        |
| Stollwerck-Leed                                  | „Ich weiß noch janz jenau, wie alles ahnfing …“                                      | Wolfgang Niedecken                                                            | Affjetaut                                            | 1980                   | BAP                | eigener Song               |                                                                                              |
| Su ne Morje                                      | „Dä Daach hück fällt en mir zesamme …“                                               | Wolfgang Niedecken                                                            | Bess demnähx                                         | 1983                   | BAP                | Coversong mit eigenem Text | Originalsong von Bob Dylan                                                                   |
| Südstadt verzäll nix                             | „Ich däät dir jähn saare, ich hing noch ahn dir …“                                   | Wolfgang Niedecken                                                            | Für Usszeschnigge!                                   | 1981                   | BAP                | eigener Song               |                                                                                              |
| Sulang du spills                                 | „He steht: „Die Zündschnur brennt“ …“                                                | Wolfgang Niedecken                                                            | Sonx                                                 | 2004                   | BAP                | eigener Song               |                                                                                              |
| Sunny Afternoon                                  | „The tax man's taken all my dough …“                                                 | Ray Davies                                                                    | Volles Programm                                      | 2011                   | BAP                | Coversong                  | Originaltext von Ray Davies                                                                  |
| Suwiesu                                          | „Zwesche Rotterdam un Basel, sick Johrzehnte …“                                      | Wolfgang Niedecken                                                            | Aff un zo                                            | 2001                   | BAP                | eigener Song               |                                                                                              |
| Talk Show                                        | „Wenn du enn et Fernsehn wills, jar kei Problem …“                                   | Wolfgang Niedecken                                                            | Amerika                                              | 1996                   | BAP                | eigener Song               |                                                                                              |
| Tara's Theme                                     | –                                                                                    | –                                                                             | Live & deutlich                                      | 2018                   | BAP                | Instrumental               |                                                                                              |
| The Ballad of the Soldier`s Wife                 | „What was sent to the soldier`s wife …“                                              | Bertolt Brecht                                                                | Sonx                                                 | 2007                   | BAP                | Coversong                  | Originaltitel von Bertolt Brecht und Kurt Weill; auf Bonus-CD der Wiederveröffentlichung     |
| Time Is Cash, Time Is Money                      | „Et fingk ahn enn ’nem Charter Jet …“                                                | Wolfgang Niedecken                                                            | Ahl Männer, aalglatt                                 | 1986                   | BAP                | eigener Song               |                                                                                              |
| Triptychon                                       | „Vun klein ahn wollt e’ dat Altarbild mohle …“                                       | Wolfgang Niedecken                                                            | Aff un zo                                            | 2007                   | BAP                | eigener Song               | auf Bonus-CD der Wiederveröffentlichung                                                      |
| Un donoh ess dä Karneval vorbei                  | „Jenaujenomme kann mer kaum jet sinn …“                                              | Wolfgang Niedecken                                                            | Halv su wild                                         | 2011                   | BAP                | eigener Song               |                                                                                              |
| Unendlichkeit                                    | „Philosophe, Priester, Wissenschaft …“                                               | Wolfgang Niedecken                                                            | Lebenslänglich                                       | 2016                   | BAP                | eigener Song               |                                                                                              |
| Unfassbar vill Rään                              | „Wo woorste? …“                                                                      | Wolfgang Niedecken                                                            | Leopardefell                                         | 1995                   | Wolfgang Niedecken | Coversong mit eigenem Text | Originaltext von Bob Dylan                                                                   |
| Unger Krahnebäume                                | „Rään un Sonnesching un Harel, Eijelstein un Wiggejass …“                            | Wolfgang Niedecken                                                            | Sonx                                                 | 2004                   | BAP                | eigener Song               |                                                                                              |
| Unger Linde, enn Berlin                          | „’84, unger Linde, Winterohvend, Januar …“                                           | Wolfgang Niedecken                                                            | Sonx                                                 | 2004                   | BAP                | eigener Song               |                                                                                              |
| Vatter                                           | „Vatter, dä ’m Dunkle, Vatter, dä ahm Daach …“                                       | Wolfgang Niedecken                                                            | Wolfgang Niedecken & Complizen – Schlagzeiten        | 1987                   | Wolfgang Niedecken | eigener Song               |                                                                                              |
| Verdamp lang her                                 | „Verdammp lang her, dat ich fass alles ähnz nohm …“                                  | Wolfgang Niedecken                                                            | Für Usszeschnigge!                                   | 1981                   | BAP                | eigener Song               |                                                                                              |
| Verjess Babylon                                  | „Er hatt die janze Woch jearbeid, pausenlos …“                                       | Wolfgang Niedecken                                                            | Halv su wild                                         | 2011                   | BAP                | eigener Song               |                                                                                              |
| Verraten un verkauft                             | „Rudi hat zwei Kinder, Sascha und Marie …“                                           | Wolfgang Niedecken                                                            | Alles fließt                                         | 2020                   | BAP                | eigener Song               |                                                                                              |
| Vill passiert sickher                            | „En Flamme stund ich, leechterloh …“                                                 | Wolfgang Niedecken                                                            | Leopardenfell                                        | 1995                   | BAP                | Coversong mit eigenem Text | Originaltext von Bob Dylan                                                                   |
| Vis à vis                                        | „Wenn dat su ald ahnfängk …“                                                         | Wolfgang Niedecken                                                            | X für ’e U                                           | 1990                   | BAP                | eigener Song               |                                                                                              |
| Vision vun Europa                                | „Vun Timbuktu bess Dakhla …“                                                         | Wolfgang Niedecken                                                            | Lebenslänglich                                       | 2016                   | BAP                | eigener Song               |                                                                                              |
| Volle Kraft voraus                               | „Volle Kraft voraus, alle Mann an Deck …“                                            | Wolfgang Niedecken                                                            | Alles fließt                                         | 2020                   | BAP                | eigener Song               |                                                                                              |
| Völlig ejal                                      | „Jottweißwo quält irjendeiner e’ Moped …“                                            | Wolfgang Niedecken                                                            | Amerika                                              | 1996                   | BAP                | eigener Song               |                                                                                              |
| Vum donnernde Lääve                              | „Dat kann doch nit alles jewääse sinn …“                                             | Wolfgang Niedecken                                                            | Tonfilm                                              | 1999                   | BAP                | Coversong mit eigenem Text | Originaltext von Wolf Biermann                                                               |
| Vun mir uss Kitsch                               | „Dat et su jet wirklich jitt, dat schwör ich dir …“                                  | Wolfgang Niedecken                                                            | Affjetaut                                            | 1980                   | BAP                | eigener Song               |                                                                                              |
| Vüür Johr un Daach                               | „Weed langsam hell, ald widder kaum jeschloofe …“                                    | Wolfgang Niedecken                                                            | Tonfilm                                              | 1999                   | BAP                | eigener Song               |                                                                                              |
| Wa'ss loss met dä Stadt?                         | „Eck Howard Street/Lafayette, drusse räänt et, Soho weed wach …“                     | Wolfgang Niedecken                                                            | Radio Pandora                                        | 2008                   | BAP                | eigener Song               |                                                                                              |
| Waade Op 'Ne Fründ                               | „ …“                                                                                 | Wolfgang Niedecken                                                            | X für ’e U                                           | 2006                   | BAP                | Coversong mit eigenem Song | Originaltext von Mick Jagger und Keith Richards; auf Bonus-CD der Wiederveröffentlichung     |
| Waat ens jraad                                   | „Waat ens jraad, eh du dich römmdriehs …“                                            | Wolfgang Niedecken                                                            | Halv su wild                                         | 2011                   | BAP                | eigener Song               |                                                                                              |
| Wahnsinn                                         | „Et ess noch nit lang her …“                                                         | Wolfgang Niedecken                                                            | Wolfgang Niedecken’s BAP rockt andere kölsche Leeder | 1979                   | BAP                | Coversong mit neuem Text   | Originaltext von Chip Taylor                                                                 |
| Wann immer du nit wiggerweiß                     | „Tja, Mann, dä Zoch fährt en …“                                                      | Wolfgang Niedecken                                                            | Sonx                                                 | 2004                   | BAP                | eigener Song               |                                                                                              |
| Waschsalon                                       | „Ich jonn su unwahrscheinlich jähn …“                                                | Wolfgang Niedecken                                                            | Für Usszeschnigge!                                   | 1981                   | BAP                | eigener Song               |                                                                                              |
| Wat e’ Johr!                                     | „Sibbe Jestalte un en Schlaachzeil …“                                                | Wolfgang Niedecken                                                            | Aff un zo                                            | 2001                   | BAP                | eigener Song               |                                                                                              |
| Wat ess?                                         | „Du küss enn ming Buud, Papier un Kuli enn der Hand …“                               | Wolfgang Niedecken                                                            | Affjetaut                                            | 1980                   | BAP                | eigener Song               |                                                                                              |
| Wat für e' Booch!                                | „Endlich wohr et do, off zoröckjewese …“                                             | Wolfgang Niedecken                                                            | Radio Pandora                                        | 2008                   | BAP                | eigener Song               |                                                                                              |
| Wat jeht uns die Sintflut ahn?                   | „Langsam möhts du rejistriert hann …“                                                | Wolfgang Niedecken                                                            | Comics & Pin-Ups                                     | 1999                   | BAP                | eigener Song               |                                                                                              |
| Wat schriev mer en su enem Fall?                 | „Vier Uhr ess et, morjens, Ende Dezember …“                                          | Wolfgang Niedecken                                                            | Aff un zo                                            | 2001                   | BAP                | Coversong mit eigenem Text | Originaltext von Leonard Cohen                                                               |
| Wat usser Rock'n' Roll?                          | „Die nähxte Stadt, dieselve Crew, nur ’n andre Hall …“                               | Wolfgang Niedecken                                                            | X für ’e U                                           | 1990                   | BAP                | eigener Song               |                                                                                              |
| Waterloo Sunset                                  | „Dirty old river, must you keep rolling …“                                           | Ray Davies                                                                    |                                                      |                        | BAP                | Coversong                  | Originaltext von Ray Davies                                                                  |
| Weihnachtsnaach                                  | „Et woor hillije Ohvend un do wohr en Hafenbar …“                                    | Wolfgang Niedecken                                                            | Amerika                                              | 1996                   | BAP                | Coversong mit eigenem Text | Originaltext von Jem Finer                                                                   |
| Weißte noch?                                     | „Dä kleine Jung do, met singer Labberledderbozz …“                                   | Wolfgang Niedecken                                                            | Bess demnähx                                         | 1983                   | BAP                | eigener Song               |                                                                                              |
| Wellenreiter                                     | „N’Abend, Wellenreiter, saach, wie jeht et dir? …“                                   | Wolfgang Niedecken                                                            | Vun drinne noh drusse                                | 1982                   | BAP                | eigener Song               |                                                                                              |
| Wenn ahm Ende des Tages                          | „Aff un zo, wenn alles perfekt ess, …“                                               | Wolfgang Niedecken                                                            | Alles fließt                                         | 2020                   | BAP                | eigener Song               |                                                                                              |
| Wenn et Bedde sich lohne däät                    | „Wenn et Bedde sich lohne däät, wat meinste wohl …“                                  | Wolfgang Niedecken                                                            | Vun drinne noh drusse                                | 1982                   | BAP                | eigener Song               |                                                                                              |
| Wenn se laach                                    | „Sie kann stur sinn un grob wie ’ne Buhr sinn, ich saach et dir …“                   | Wolfgang Niedecken                                                            | Aff un zo                                            | 2001                   | BAP                | eigener Song               |                                                                                              |
| When I Paint My Masterpiece                      | „Oh, the streets of Rome are filled with rubble…“                                    | Bob Dylan                                                                     | Zosamme alt                                          | 2013                   | Wolfgang Niedecken | Coversong                  | Originaltext von Bob Dylan; Song auf Bonus-CD                                                |
| Widder su 'ne Sonndaachmorje                     | „Hallo Gerd, wie jeht et? Lang nit jesinn, Mann …“                                   | Wolfgang Niedecken                                                            | Comics & Pin-Ups                                     | 1999                   | BAP                | eigener Song               |                                                                                              |
| Widderlich                                       | „Wer nur Hass sät, dä weiß, dat Jewalt druss entsteht …“                             | Wolfgang Niedecken                                                            | Pik Sibbe                                            | 1993                   | BAP                | eigener Song               |                                                                                              |
| Wie 'ne blaue Ballon                             | „E’ Sauriersklett weed enn Tibet jefunge …“                                          | Wolfgang Niedecken                                                            | Amerika                                              | 1996                   | BAP                | eigener Song               |                                                                                              |
| Wie 'ne Stein                                    | „Noch vüür kooter Zick, do woorste furchbar chic …“                                  | Wolfgang Niedecken                                                            | Vun drinne noh drusse                                | 1982                   | BAP                | Coversong mit neuem Text   | Originaltext von Bob Dylan                                                                   |
| Wie die Sichel vum Mohnd                         | „’Ne schwazze Hungk, en Hängematt un e’ Booch …“                                     | Wolfgang Niedecken                                                            | Pik Sibbe                                            | 1993                   | BAP                | eigener Song               |                                                                                              |
| Wie schön dat wöhr                               | „Alles op Ahnfang, widder op Start un Ziel zoröck …“                                 | Wolfgang Niedecken                                                            | Sonx                                                 | 2004                   | BAP                | eigener Song               |                                                                                              |
| Wie schön dat wöhr (Isis und Jojo Version)       | „Nur ene Himmel jööv et un kein Höll …“                                              | Wolfgang Niedecken                                                            | Sonx                                                 | 2007                   | BAP                | eigener Song               | auf Bonus-CD der Wiederveröffentlichung                                                      |
| Wie, wo un wann ?                                | „Wodraan soll mer jläuve? …“                                                         | Wolfgang Niedecken                                                            | Sonx                                                 | 2004                   | BAP                | eigener Song               |                                                                                              |
| Will                                             | „Ey, hühr op, Mann, loss die Stöhl doch unge stonn …“                                | Wolfgang Niedecken                                                            | Wolfgang Niedecken & Complizen – Schlagzeiten        | 1987                   | Wolfgang Niedecken | eigener Song               |                                                                                              |
| Wirklich noch nie                                | „Ejal, wat du lööß oder deiß …“                                                      | Wolfgang Niedecken                                                            | Amerika                                              | 1996                   | BAP                | eigener Song               |                                                                                              |
| With God on Our Side                             | „Oh my name it is nothin`, my age it means less …“                                   | Bob Dylan                                                                     |                                                      |                        | BAP                | Coversong                  | Originaltext von Bob Dylan                                                                   |
| Wo bess du hück Naach, Marie?                    | „Ich hann gewaad op dich, medden em Verkehrsstau …“                                  | Wolfgang Niedecken                                                            | Leopardefell                                         | 1995                   | Wolfgang Niedecken | Coversong mit eigenem Text | Originaltext von Bob Dylan                                                                   |
| Wo bess du jetz?                                 | „Beim Herrjott em Himmel …“                                                          | Wolfgang Niedecken                                                            | Tonfilm                                              | 1999                   | BAP                | eigener Song               |                                                                                              |
| Wo mer endlich Sommer hann                       | „Ich jonn nohm Chef en et Büro …“                                                    | Christian Keul                                                                | Für Usszeschnigge!                                   | 1981                   | BAP                | Coversong mit eigenem Text | Originaltext von Eddie Cochran und Jerry Capehart; deutscher Text von Christian „Kalau“ Keul |
| Wofür?                                           | „Künnt ich et doch schrieve …“                                                       | Wolfgang Niedecken                                                            | Pik Sibbe                                            | 1993                   | BAP                | eigener Song               |                                                                                              |
| Won`t forget these days                          | „Late at night I switch on my radio …“                                               | Thorsten Wingenfelder und Kai Wingenfelder                                    | Volles Programm                                      | 2011                   | BAP                | Coversong                  | Originaltext von Thorsten Wingenfelder und Kai Wingenfelder                                  |
| Wolf un Skorpion                                 | „Die Sonn steht huh ahm Himmel …“                                                    | Wolfgang Niedecken                                                            | Radio Pandora                                        | 2008                   | BAP                | eigener Song               |                                                                                              |
| Woröm dunn ich mir dat eijentlich ahn            | „Samsdaachnohmedaach …“                                                              | Wolfgang Niedecken                                                            | Halv su wild                                         | 2011                   | BAP                | eigener Song               |                                                                                              |
| Zehnter Juni                                     | „Plant mich bloß nit bei üch en …“                                                   | Wolfgang Niedecken                                                            | Vun drinne noh drusse                                | 1982                   | BAP                | eigener Song               |                                                                                              |
| Zeitverschwendung                                | „Immer noch dä Wahnsinn …“                                                           | Wolfgang Niedecken                                                            | Lebenslänglich                                       | 2016                   | BAP                | eigener Song               |                                                                                              |
| Zofall un e janz klei' bessje Glöck              | „’Ne Zofall bloß, dat et jraad he die Stadt wohr …“                                  | Wolfgang Niedecken                                                            | Zwesche Salzjebäck un Bier                           | 1984                   | BAP                | eigener Song               |                                                                                              |
| Zosamme alt                                      | „Schließlich woor dä Herbst jekumme …“                                               | Wolfgang Niedecken                                                            | Zusamme alt                                          | 2013                   | Wolfgang Niedecken | eigener Song               |                                                                                              |
| Zwei Päädsköpp ahm Nümaat                        | „Oh, Mengis, nemm dä Ring zoröck, dä schwazze Vujel kütt …“                          | Wolfgang Niedecken                                                            | NiedeckenKoeln                                       | 2004                   | Wolfgang Niedecken | eigener Song               |                                                                                              |